# Épicerie Le Détour
Le Détour est une épicerie gérée bénévolement par ses membres située dans Pointe Saint-Charles, quartier de Montréal au Québec. Elle est ouverte au public depuis mai 2018.
Elle est enregistrée légalement sous la forme d'un organisme à but non lucratif et fait partie de l'économie sociale du Québec.

## Historique
Étant située dans un désert alimentaire, l'épicerie Le Détour permet à la population du quartier de Pointe-Saint-Charles d'avoir accès à une gamme de produits alimentaires secs et/ou frais. 
L’objectif est que les membres bénévoles deviennent cogestionnaires de l’épicerie collective.  
Le Détour est à vocation communautaire et se veut une alternative aux marchés traditionnels. 

### Origine
Le projet est le résultat de dix années de réflexion et de gestation. 
Une étude préalable a été faite afin d'identifier les besoins du quartier et de voir ce que les habitants voulaient manger.
Pour l'organisme le Collectif 7 à nous (un regroupement citoyen à l'origine du Bâtiment 7), l'épicerie était le service le plus urgent à mettre sur pied: « selon une étude de la santé publique, il n’existait aucun fournisseur d’aliments frais dans un rayon d’un kilomètre».

#### Projet l'ayant inspiré
Certains membres du Détour ont visité le projet Park Slope Food Coop à Brooklyn (États-Unis): « Ils nous ont donné plein de tuyaux sur le métier (...) Surtout pour minimiser les pertes » mentionne une chargée de projet au Détour.  

## Localisation

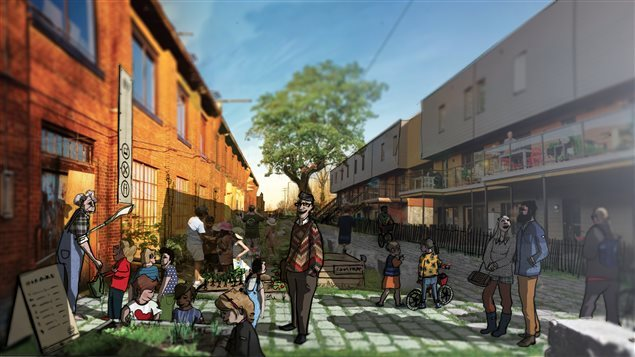
Bâtiment 7

L’épicerie est située dans un espace de 800 pieds carrés au cœur du Bâtiment 7 à Pointe-Saint-Charles. Ce quartier est considéré comme berceau de plusieurs mouvements contestataires à Montréal.

## Fonctionnement
L'épicerie est autogérée, c'est-à-dire que la communauté des membres bénévoles porte l'opérationnalisation de son fonctionnement. Les membres du Détour participent donc aux décisions collectives de l'épicerie. 
Les membres du Détour doivent faire trois heures de travail par mois, leur donnant ainsi accès à une réduction sur les prix des produits en épicerie. Ce mode de fonctionnement a pour effet que la majorité du travail est fait de manière bénévole. 
Les tâches des membres bénévoles sont variées; elles peuvent aller de la livraison à vélo jusqu'à la manipulation d'aliments sur le plancher en épicerie. 
Le travail mensuel permet de construire une communauté impliquée, de créer un sentiment d'appartenance et de réduire les charges fixes tout en offrant des produits de qualité à des prix abordables. « Notre marge est légèrement inférieure à celle des autres coopératives du genre (20%), et surtout elle s’applique de façon transparente pour tous les aliments sans exception » mentionne l'un des fondateurs du Détour.
En date de juin 2021, Le Détour comptait 260 membres et deux salariés.

## Produits
L'offre alimentaire du Détour tente de répondre aux besoins des gens du quartier. « Nous ne sommes pas dans le jugement (...) Nous voulons créer un dialogue entre les gens du quartier » mentionne une chargée de projet au Détour.
De plus, Le Détour prône la simplicité alimentaire. L'épicerie a comme règle d'offrir moins de choix d'un même produit, en limitant le nombre de fournisseurs et en offrant un "juste prix", c'est-à-dire, en respectant le travail et les produits des fournisseurs locaux. « Ici, il y en a une seule, pas chère, qui fait l’affaire de tout le monde parce que les membres l’ont choisie ! » mentionne une chargée de produit au Détour. 

## Frigo communautaire
À l'extérieur de l'épicerie, Le Détour a mis en place un frigo communautaire afin de faire de la récupération des invendus. Ce frigo communautaire est libre d'accès et les habitants du quartier sont invités à ajouter eux aussi des produits alimentaires qui sont en voie d'être périmés.   